# Tournefortia trichocalycina
Tournefortia trichocalycina är en strävbladig växtart som beskrevs av Dc. Tournefortia trichocalycina ingår i släktet Tournefortia och familjen strävbladiga växter. Inga underarter finns listade i Catalogue of Life.